# Dé-Dé

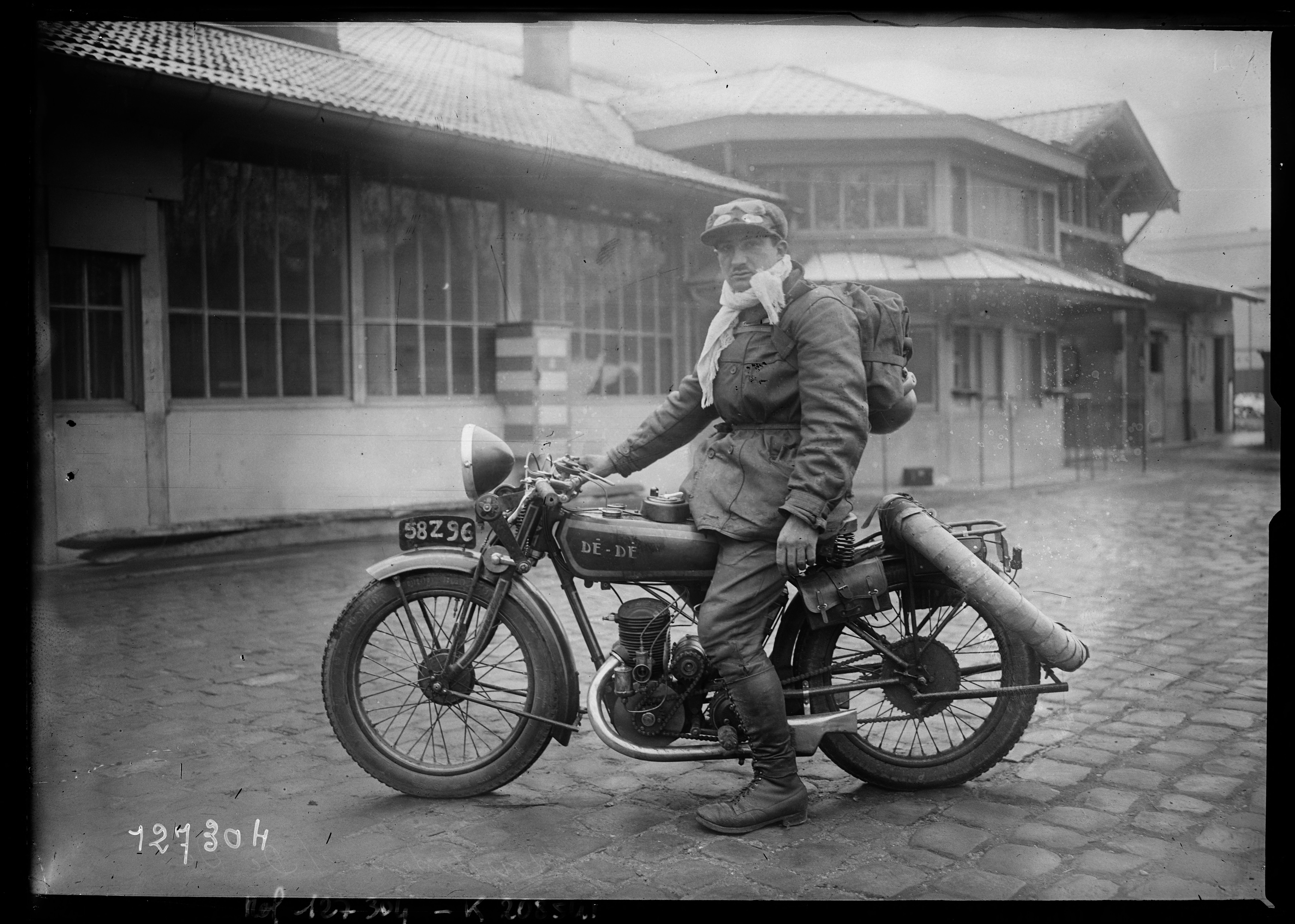
250cc-Dé-Dé tijdens Parijs-Nice van 1929

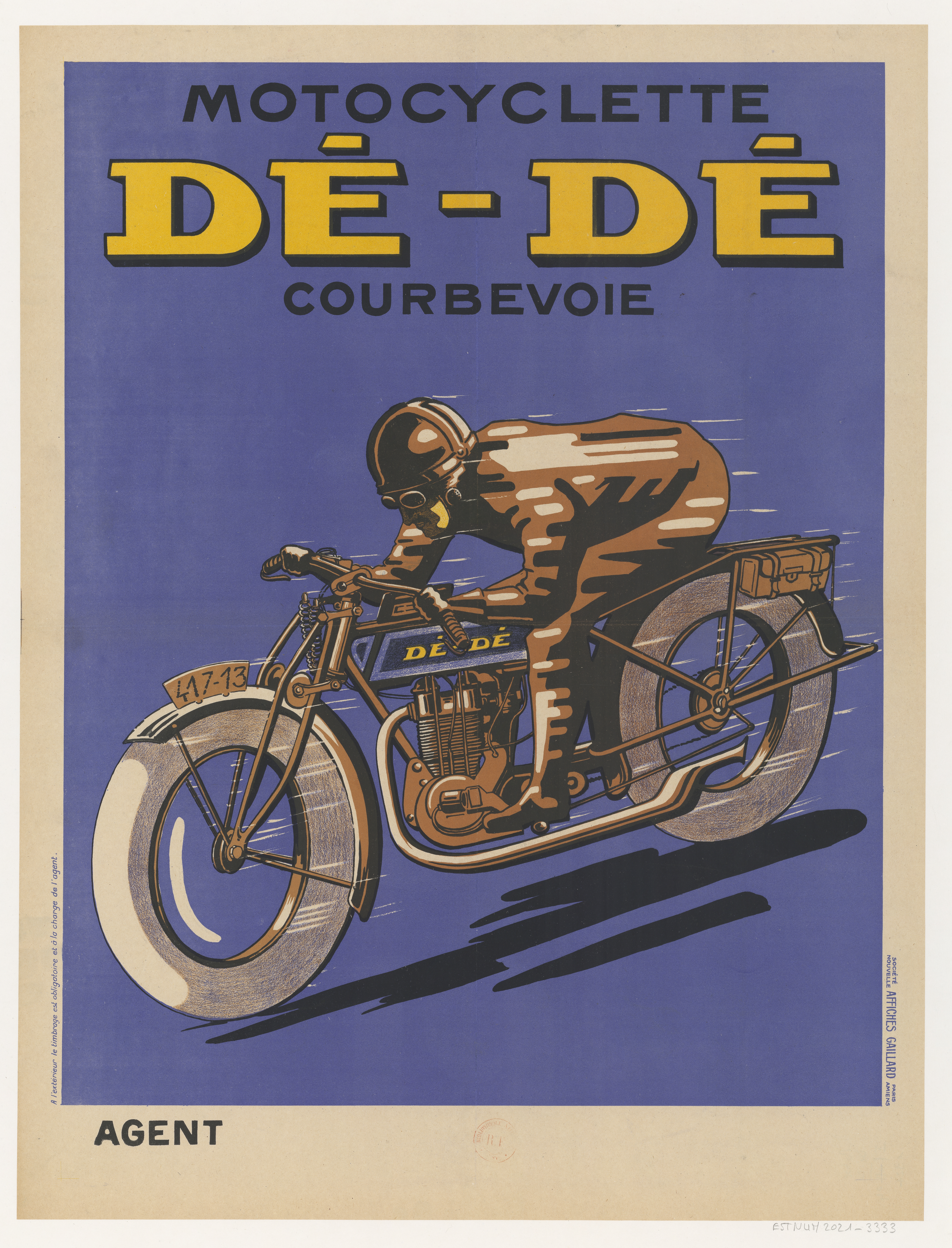

Dé-Dé is een Frans historisch merk van motorfietsen.
De bedrijfsnaam was: M.G. Evrard, Courbevoie, Seine.
Toen M.G. Evrard in 1923 zijn motorfietsen op de markt bracht, leverde hij - zeker voor die tijd - een tamelijk groot aantal modellen met 98-, 123- en 174cc-tweetaktmotoren maar al snel ook met Britse JAP-zij- en kopklepmotoren van 250-, 350- en 500 cc. In 1929 moest de productie, mogelijk vanwege de Grote Depressie, worden beëindigd.